# Richmond Times-Dispatch
Le Richmond Times-Dispatch est un quotidien américain basé à Richmond, capitale de la Virginie.

## Circulation
En 2015, le Richmond Times-Dispatch est le deuxième quotidien le plus vendu de l'État après The Virginian-Pilot (en) ; troisième si l'on prend en compte USA Today, quotidien national.

## Histoire
Le Richmond Dispatch est fondé en 1850 par James A. Cowardin. The Daily Times (est quant à lui fondé en 1886 par Lewis Ginter et devient le Richmond Times quatre ans plus tard. En 1896, les deux titres fusionnent et deviennent le Richmond Times-Dispatch, journal du matin propriété de Joseph Bryan (jusqu'alors propriétaire du Times). Le propriétaire du Dispatch, John Williams, conserve quant à lui The Richmond News Leader, journal de l'après-midi, issu de la fusion de son journal Richmond News et de l'Evening Leader de Bryan.
En 1908, Joseph Bryan rachète The News Leader à Williams. En 1940, les deux titres rivaux forment le groupe Richmond Newspapers.
En 1992, le quotidien fusionne avec le Richmond News Leader. Le journal issu de cette fusionne reste nommé Richmond Times-Dispatch. En 2012, Media General (anciennement Richmond Newspapers) vend le Richmond Times-Dispatch et 60 autres publications à une filiale du groupe Berkshire Hathaway.

## Prises de position
En 1948, Virginius Dabney (en) — rédacteur en chef du Richmond Times-Dispatch de 1936 à 1969 — reçoit le prix Pulitzer pour ses éditoriaux opposés à la ségrégation raciale aux États-Unis. Cependant, poussé par les propriétaires du journal, il se montre moins critique de la résistance de la Virginie face à la déségrégation, imposée par l'arrêt Brown v. Board of Education. Le Richmond Times-Dispatch, comme la plupart des journaux du Sud des États-Unis, est alors favorable à la ségrégation.
Après avoir appuyé tous les candidats républicains à l'élection présidentielle depuis 1980, le Richmond Times-Dispatch apporte en 2016 son soutien au libertarien Gary Johnson.